# Wilhelm de Poitiers
Wilhelm IX Plantagenet (ur. 17 sierpnia 1153, zm. 1156 w Wallingford) – najstarszy syn Henryka II Plantageneta, króla Anglii, księcia Normandii i hrabiego Andegawenii, oraz Eleonory, dziedziczki księstwa Akwitanii.
Zmarł w wieku 3 lat i został pochowany w Reading, tuż obok sarkofagu swojego pradziadka, króla Anglii Henryka I. Od urodzenia nosił tytuł hrabiego Poitiers, który był zwyczajowo nadawany synom książąt Akwitanii. Niektórzy uważali również, że był arcybiskupem Yorku, co jest pomyłką. Wzięła się ona prawdopodobnie stąd, że arcybiskupem był przyrodni brat Wilhelma (nieślubny syn Henryka II), Godfryd, który urodził się niedługo po narodzinach Wilhelma.